# Vùng đệm

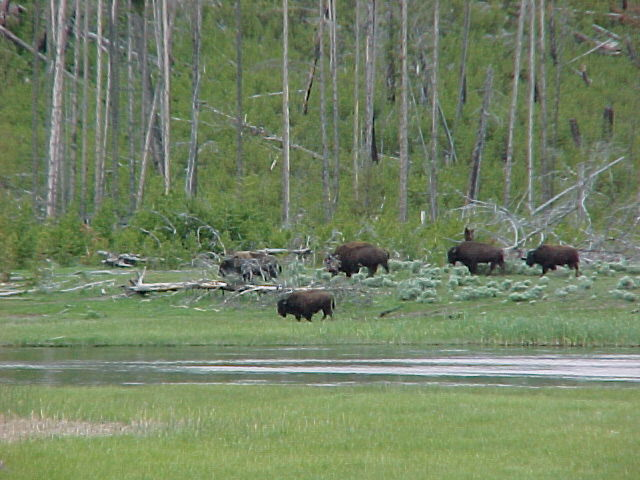
Hình 1: Trong ảnh ở Yellowstone (Hoa Kỳ) này, thì vùng đệm là khoảng đất bò bizông đang đứng giữa rừng và dòng sông.

Trong sinh học, vùng đệm là khu vực chuyển tiếp giữa hai hệ sinh thái khác nhau ở liền kề nhau., , 
Thuật ngữ này dịch từ tiếng Anh: ecotone (phát âm Quốc tế: /ˈekəˌtōn/) cũng như tiếng Pháp: écotone (/ê-cô-tôn/)... dùng để chỉ khoảng không gian giữa hai quần xã thuộc hai hệ sinh thái khác nhau. Ví dụ như vùng trung gian giữa hệ sinh thái rừng (trên cạn) với hệ sinh thái sông (thủy sinh) mô tả ở hình 1. Thuật ngữ "ecotone" được tạo ra từ sự kết hợp của từ eco- (sinh thái) với từ -tone (đổi sắc/căng thẳng) hàm ý chỉ một nơi mà hệ sinh thái đang "đổi sắc" hoặc "căng thẳng".
Thuật ngữ ecotone cũng còn được dịch là vùng rìa hoặc hệ đệm.

## Minh hoạ
- Khái niệm "vùng đệm" mới xuất hiện tương đối gần đây trong sinh thái học, vào khoảng những năm của thập niên 1980,[7] phản ánh sự biến đổi của các hiện tượng quan sát được trên quy mô lớn. Nó đặc biệt rõ ở các vùng nông thôn (giữa nơi sinh sống và nơi canh tác), trong lĩnh vực sinh thái học cảnh quan, nhất là ở ranh giới giữa vùng đất cạn - vùng đất ngập nước - thủy sinh. Trong vùng nào có một dòng chảy (suối, sông) thì dòng chảy này có chức năng của một "hành lang sinh học", nó tách hai môi trường sống mà trong đó nó là nơi ở của các loài có khả năng sống ở cả hai môi trường, chẳng hạn như hải ly, lưỡng cư (hình 2).[8]

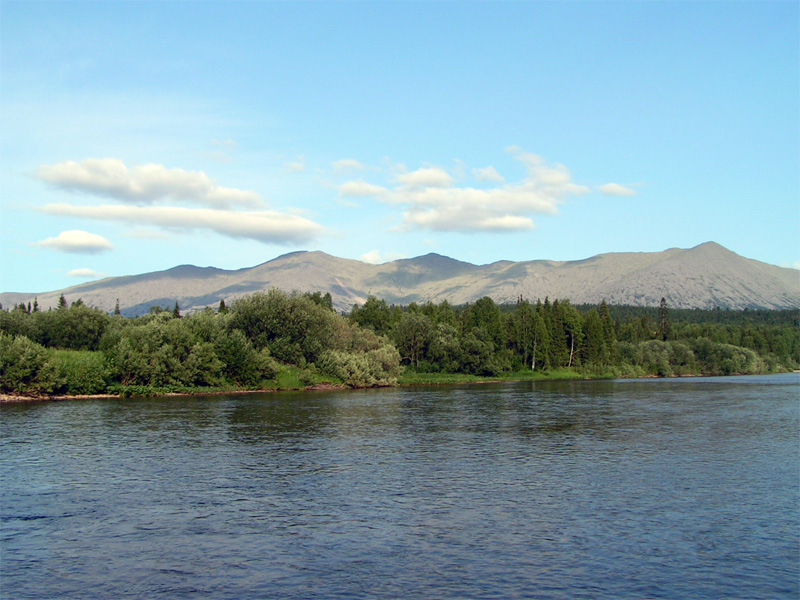
Hình 2: Dòng sông là một "hành lang sinh học".

- Trong hình 2 có thể thấy ít nhất hai vùng đệm:

- vùng ven bờ nằm giữa sông (hệ sinh thái nước ngọt) và rừng (hệ sinh thái rừng).

- (xa xa) vùng ven rừng nằm giáp ranh vùng rừng với vùng núi.

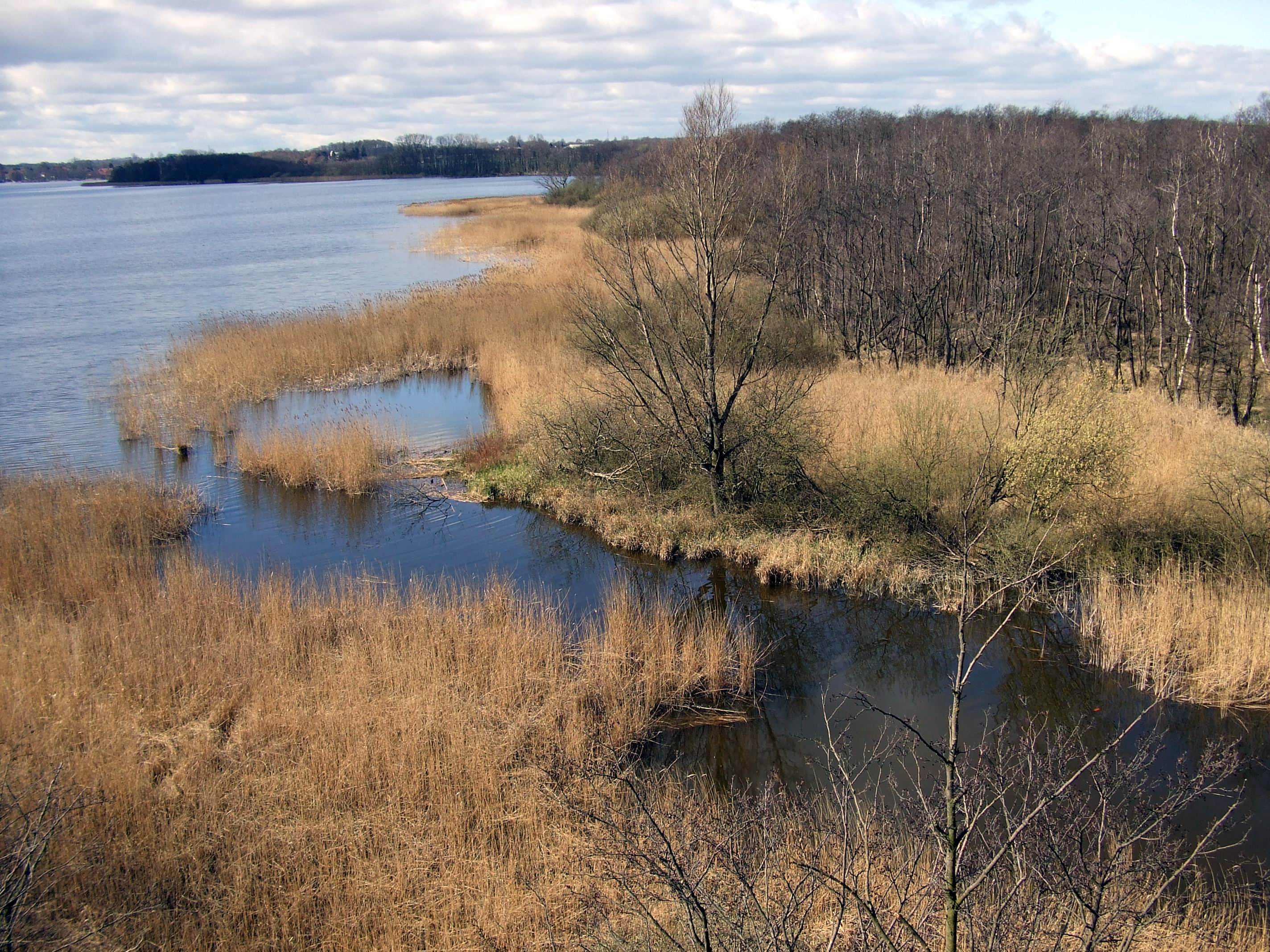
Hình 3: Vành đai sậy là vùng đệm điển hình của hồ ôn đới, có xu hướng di chuyển dần về giữa hồ.

- Vùng đệm dễ nhận thấy nhất ở nơi có các môi trường khác hẳn nhau, như giữa mặt đất với sông/hồ, chẳng hạn như cửa sông, đầm phá hoặc tại ranh giới giữa nước và đất như đầm lầy.

## Đặc điểm
- Vùng đệm là vùng giáp ranh giữa 2 hệ sinh thái chính, nên thường nhỏ hẹp hơn 2 hệ chính.
- Vùng đệm nhỏ hơn 2 hệ chính, nên số lượng loài thường ít hơn.
- Vùng đệm là vùng trung gian giữa 2 hệ sinh thái, nên tuy ít loài hơn, nhưng độ đa dạng sinh học lại cao hơn, do khả năng biến dị nội bộ các loài tăng.[3] Thêm vào đó, nó có một số đặc điểm của từng quần xã chính giáp ranh với nó và đặc điểm mà cả hai quần xã chính không có, nên thường xuất hiện các loài không hề có ở hai hệ chính, hiệu quả này gọi là tác động rìa hoặc hiệu ứng rìa (edge effects).[5], [9]
- Vùng đệm có hệ thực vật chuyển tiếp giữa hai quần xã khác nhau, do đó kéo theo hệ động vật khác nhau. Một vùng đệm có thể tồn tại dưới dạng vành đai rộng hoặc có thể khá nhỏ; chẳng hạn như vùng đệm giữa phá với rừng, nơi hai quần xã hòa quyện với nhau thường là lớn, còn vùng đệm giữa ao với ruộng lại nhỏ.
- Trong vùng có tác động rìa, thường gặp những loài động vật cần một khu vực trung gian để chúng thực hiện tập tính tán tỉnh (ve vãn), làm tổ hoặc tìm kiếm thức ăn.[9]
- Vùng đệm có thể biến đổi do chính các sinh vật sống trong các hệ. Chẳng hạn, cây sậy tạo thành một vành đai như "thắt lưng" quanh hồ ôn đới (hình 3). Quần thể sậy luôn có xu hướng phát triển, tích lũy chất hữu cơ và kết quả là có thể "xâm lược" hệ sinh thái hồ.

## Đặc điểm nhận dạng

### Đặc điểm chung
Trên thực địa, có một số đặc điểm khác biệt dễ nhận ra của một vùng đệm.
- Đầu tiên, một vùng đệm thường có sự chuyển tiếp các loài thực vật rõ ràng, thành phần khác biệt, độ cao cây thay đổi, từ đó tạo nên một đường ranh giới dễ nhận giữa hai quần xã.
- Thứ hai, sự thay đổi về thực vật luôn dẫn đến sự thay đổi về thành phần động vật.
- Thứ ba, vùng đệm thường được đặc trưng bởi sự khác biệt về các yếu tố vô cơ (ánh sáng, nhiệt độ, độ ẩm, độ pH, v.v.
- Thứ tư, thường xuất hiện những loài mà cả hai vùng chính không có.

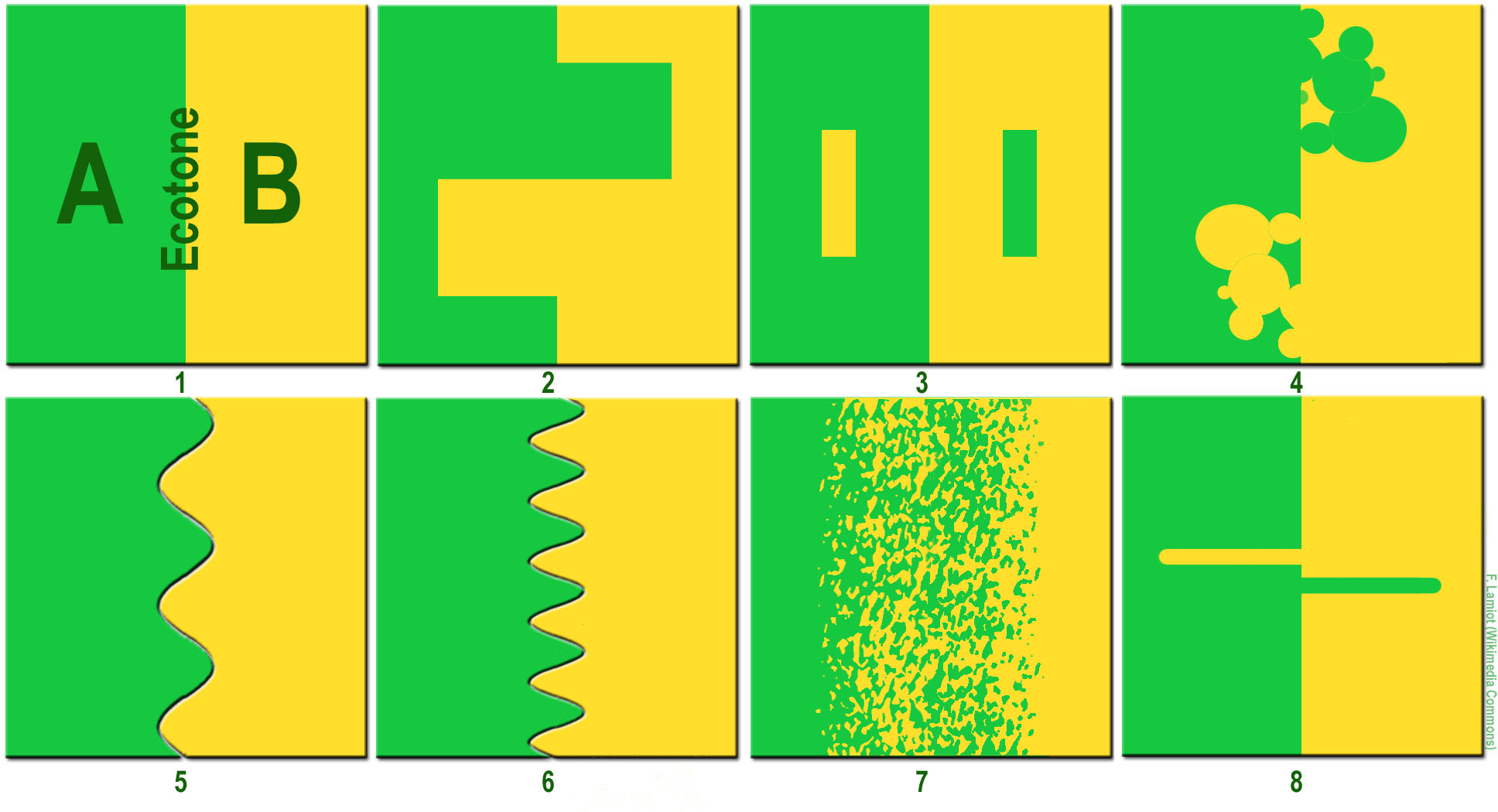
Hình 4: Các dạng hình học thường gặp của vùng đệm.

### Dạng hình học
Hình 4 mô tả hai hệ sinh thái khác nhau là A (màu lục) và B (màu vàng). Ranh giới giữa A và B chính là vùng đệm. Giả sử cả A và B có diện tích tương đương nhau.
- Sơ đồ 1 và sơ đồ 2 biểu hiện các hệ sinh thái đơn và đồng nhất trong cả hai trường hợp.
- Sơ đồ 3 biểu hiện hỗn hợp và có dạng phức tạp hơn như sơ đồ 4.
- Sơ đồ 5 và 6 cho vùng đệm tăng kích thước đáng kể do kiểu "cài răng lược" giữa A với B, mà môi trường không biến đổi đáng kể.
- Sơ đồ 7 biểu diễn vùng đệm xen kẽ, thường rất phổ biến ở bìa rừng.
- Sơ đồ 8 hiển thị một vùng đệm do hoạt động của một hoặc vài loài động vật tự ý "sửa đổi" môi trường của nó.

## Đệm sinh học và đệm sinh cảnh

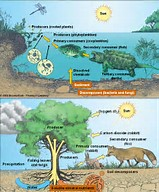
Hình 5: Vùng đệm giữa hệ sinh thái nước (ảnh trên) với hệ sinh thái cạn (dưới) dẫn đến vùng đệm của các yếu tố vô cơ (ecocline).

- Trong hình 5 mô tả các hệ sinh thái khác nhau: môi trường nước (ảnh trên) và môi trường cạn rõ ràng là khác nhau. Do đó các đặc điểm vật lý (ánh sáng, nhiệt độ, độ ẩm) và cả hoá học (hợp chất, độ pH) v.v phải khác nhau. Như vậy vùng đệm (ecotone) giữa hai hệ này cũng phải có sinh cảnh (đừng nhầm với nơi ở, tức habitat) cũng có đặc điểm khác có tính chất ít nhiều trung gian - chuyển tiếp. Cái vùng tưởng như không nhìn thấy này được gọi là vùng đệm sinh cảnh (ecocline), được xem như là "vùng chuyển tiếp vật lý, hoá học" giữa hai hệ sinh thái khác nhau.[10]
- Một ecocline (phát âm Quốc tế: / iːkəʊklʌɪn /) hay vùng đệm sinh cảnh này có độ dốc của các yếu tố vô cơ trong môi trường. Mỗi đệm sinh cảnh đặc trưng bởi những yếu tố vật lý, hoá học, do đó kéo theo sự thay đổi của một số loài nhất định. Chẳng hạn, nó quyết định sinh vật ở đó có thể là loại đẳng nhiệt hay biến nhiệt (gọi là thermocline), cần những hoá chất cơ bản nào (gọi là chemocline), hay nồng độ muối ra sao (gọi là halocline) v.v.[11]
- Các yếu tố trong một ecocline (đệm sinh cảnh) thường dễ đo đạc được, dễ xác định được hơn nhiều so với các yếu tố của ecotone (đệm sinh học).